# 3929 Carmelmaria
3929 Carmelmaria eller 1981 WG9 är en asteroid i huvudbältet som upptäcktes den 16 november 1981 av den australiensiske astronomen Peter Jekabsons vid Perth-observatoriet. Den är uppkallad efter Carmel Maria Borg.
Asteroiden har en diameter på ungefär 5 kilometer.